# Plasmobates hyalinus
Plasmobates hyalinus är en kvalsterart som beskrevs av Hammer 1971. Plasmobates hyalinus ingår i släktet Plasmobates och familjen Plasmobatidae. Inga underarter finns listade i Catalogue of Life.